# ブルックリンの青春
『ブルックリンの青春』（英: The Lords of Flatbush）は、1974年公開のアメリカ映画。

## 概要
1950年代のブルックリンを舞台に4人の不良高校生たちの青春を描く。不良高校生の4人のうちの一人をシルベスター・スタローンが演じている。予算不足のために製作には3年もの年月を費やしており、スタローンのギャラはわずかTシャツ25枚だった。『ロッキー』の製作時には、プロデューサーがスタジオ側に本作を見せることで、当時無名だったスタローンを紹介したことが知られている。

## キャスト
- ペリー・キング
- シルベスター・スタローン
- ヘンリー・ウィンクラー
- ポール・メイス
- スーザン・ブレイクリー

## 映像ソフト化
- VHS
  - 型番：CVT-10271
  - 発売日 : 1984/4/28
  - 発売元 : RCA/Columbia Pictures International Video